# Campeonato Mundial de Atletismo de 2009 - Lançamento de dardo feminino
O lançamento de dardo feminino do Campeonato Mundial de Atletismo de 2009 ocorreu entre os dias 16 e 18 de agosto no Olympiastadion, em Berlim.

## Recordes
Antes desta competição, os recordes mundiais e do campeonato nesta prova eram os seguintes:
| Tipo                  | Atleta            | Distância | Local     | Data                   | Ref |
| --------------------- | ----------------- | --------- | --------- | ---------------------- | --- |
|                       | Barbora Špotáková | 72,28     | Stuttgart | 13 de setembro de 2008 | ver |
| Recorde do campeonato | Osleidys Menéndez | 71,70     | Helsinque | 14 de agosto de 2005   | ver |

## Medalhistas
| Ouro                | Prata                   | Bronze              |
| Steffi Nerius (GER) | Barbora Špotáková (CZE) | Monica Stoian (ROM) |

## Resultados

### Eliminatórias
Estes são os resultados das eliminatórias. As 31 atletas inscritas foram divididas em dois grupos, se classificando para a final as que atingissem a marca de 62,00m (Q) ou, no mínimo, doze atletas com as melhores marcas (q).

#### Grupo A
| Pos. | Atleta                | #1    | #2    | #3    | Res.      | Notas                |
| ---- | --------------------- | ----- | ----- | ----- | --------- | -------------------- |
| DSQ  | RUS Mariya Abakumova  | 68.92 |       |       | 68.92 (Q) | Doping               |
| 1    | GER Linda Stahl       | 63.86 |       |       | 63.86 (Q) | Recorde da temporada |
| 2    | SLO Martina Ratej     | 53.13 | 63.42 |       | 63.42 (Q) | Recorde da temporada |
| 3    | CZE Barbora Špotáková | 63.27 |       |       | 63.27 (Q) |                      |
| 4    | GER Steffi Nerius     | 61.00 | x     | 61.73 | 61.73 (q) |                      |
| 5    | ROU Monica Stoian     | 59.45 | 60.29 | 55.57 | 60.29 (q) |                      |
| 6    | UKR Vira Rebryk       | 59.68 | 59.70 | 58.27 | 59.70 (q) |                      |
| 7    | GRE Savva Lika        | 57.26 | x     | 59.64 | 59.64 (q) |                      |
| 8    | GBR Goldie Sayers     | 56.44 | 58.58 | 58.98 | 58.98     |                      |
| 9    | ESP Mercedes Chilla   | 56.68 | x     | x     | 56.68     |                      |
| 10   | BLR Maryna Novik      | 51.56 | 56.44 | 55.01 | 56.44     |                      |
| 11   | LTU Indrė Jakubaitytė | 55.86 | x     | x     | 55.86     |                      |
| 12   | USA Kara Patterson    | 50.60 | x     | 52.71 | 52.71     |                      |
| 13   | AUT Elisabeth Pauer   | x     | 49.32 | 50.88 | 50.88     |                      |
| 14   | SAM Serafina Akeli    | 49.58 | x     | x     | 49.58     |                      |
| 15   | CUB Yainelis Ribiaux  | 57.26 | 57.38 | 56.48 | 57.38     |                      |

#### Grupo B
| Pos. | Atleta                     | #1    | #2    | #3    | Res.      | Notas |
| ---- | -------------------------- | ----- | ----- | ----- | --------- | ----- |
| 1    | CUB Osleidys Menéndez      | 59.86 | 61.94 | x     | 61.94 (q) |       |
| 2    | GER Christina Obergföll    | 60.04 | 59.86 | 60.74 | 60.74 (q) |       |
| 3    | USA Rachel Yurkovich       | 59.57 | 53.84 | 59.55 | 59.57 (q) |       |
| 4    | ROU Maria Nicoleta Negoita | 59.46 | x     | 56.32 | 59.46 (q) |       |
| 5    | FIN Mikaela Ingberg        | 53.86 | 57.88 | x     | 57.88     |       |
| 6    | AUS Kimberley Mickle       | 57.46 | x     | 56.85 | 57.46     |       |
| 7    | UKR Olha Ivankova          | 56.91 | 54.86 | 54.85 | 56.91     |       |
| 8    | RSA Sunette Viljoen        | x     | 56.83 | 49.45 | 56.83     |       |
| 9    | POL Urszula Piwnicka       | 56.33 | 56.49 | 55.74 | 56.49     |       |
| 10   | CUB Yanet Cruz             | 55.50 | 56.19 | x     | 56.19     |       |
| 11   | ISL Ásdís Hjálmsdóttir     | 55.86 | 55.27 | x     | 55.86     |       |
| 12   | JPN Yuki Ebihara           | 49.14 | 53.30 | 54.81 | 54.81     |       |
| 13   | EST Moonika Aava           | 49.49 | 52.69 | 53.86 | 53.86     |       |
| 14   | LAT Madara Palameika       | 51.80 | 52.98 | x     | 52.98     |       |
| 15   | RUS Valeriya Zabruskova    | 47.31 | 52.87 | 51.13 | 52.87     |       |

### Final

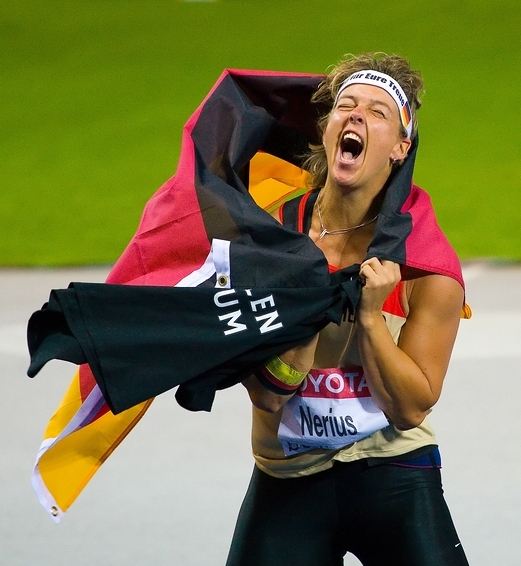
Steffi Nerius, a vencedora da prova.

Estes são os resultados da final:
| Pos               | Atleta                     | #1    | #2    | #3    | #4    | #5    | #6    | Res.  | Notas                |
| ----------------- | -------------------------- | ----- | ----- | ----- | ----- | ----- | ----- | ----- | -------------------- |
| Medalha de ouro   | GER Steffi Nerius          | 67,30 | 62,79 | 65,81 | x     | 62,27 | x     | 67,30 | Recorde da temporada |
| Medalha de prata  | CZE Barbora Špotáková      | 64,94 | 64,26 | 66,42 | 61,29 | 62,25 | 59,74 | 66,42 |                      |
| DSQ               | RUS Maria Abakumova        | 63,01 | x     | 65,39 | x     | 59,71 | 66,06 | 66,06 | Doping               |
| Medalha de bronze | ROU Monica Stoian          | 64,51 | x     | 61,90 | 59,62 | 61,84 | 61,53 | 64,51 | Recorde pessoal      |
| 4                 | GER Christina Obergföll    | x     | 60,37 | 64,34 | x     | 63,02 | x     | 64,34 |                      |
| 5                 | GER Linda Stahl            | 61,64 | 63,23 | 63,18 | 59,00 | 61,33 | 60,90 | 63,23 |                      |
| 6                 | CUB Osleidys Menéndez      | 63,11 | x     | x     | x     | 61,56 | 58,27 | 63,11 | Recorde da temporada |
| 7                 | GRE Sávva Líka             | 56,55 | 57,33 | 58,80 | 57,29 | x     | 60,29 | 60,29 |                      |
| 8                 | UKR Vira Rebryk            | 58,25 | 56,78 | 57,50 |       |       |       | 58,25 |                      |
| 9                 | ROU Maria Nicoleta Negoita | 57,59 | 57,65 | x     |       |       |       | 57,65 |                      |
| 10                | SLO Martina Ratej          | 57,57 | x     | x     |       |       |       | 57,57 |                      |
| 11                | USA Rachel Yurkovich       | 51,15 | 50,05 | x     |       |       |       | 51,15 |                      |

- x = Arremesso inválido

Legenda
| Recorde mundial       | Recorde mundial (World record)               |                       | Recorde africano                      | Recorde africano (African) |                                           | Q | Classificado por posição (Qualified) |
| Recorde do campeonato | Recorde do campeonato (Championship record)  | Recorde da América    | Recorde da América (Americas)         | q                          | Classificado por melhor tempo (Qualified) |   |                                      |
| Melhor marca do ano   | Melhor marca do ano (World leading)          | Recorde asiático      | Recorde asiático (Asian)              | DNS                        | Não largou (Did not start)                |   |                                      |
| Recorde nacional      | Recorde nacional (National record)           | Recorde europeu       | Recorde europeu (European)            | DNF                        | Não terminou (Did not finish)             |   |                                      |
| Recorde pessoal       | Recorde pessoal do atleta (Personal best)    | Recorde da Oceania    | Recorde da Oceania (Oceania)          | DSQ / DQ                   | Desclassificado (Disqualified)            |   |                                      |
| Recorde da temporada  | Recorde da temporada do atleta (Season best) | Recorde sul-americano | Recorde sul-americano (South America) | NM                         | Sem marca (No mark)                       |   |                                      |